# Kanton Albi-Centre
Der Kanton Albi-Centre war von 1793 bis 2015 ein französischer Wahlkreis im Arrondissement Albi, im Département Tarn der Region Midi-Pyrénées. Er umfasste das Stadtzentrum von Albi.